# Avaiki-Höhle

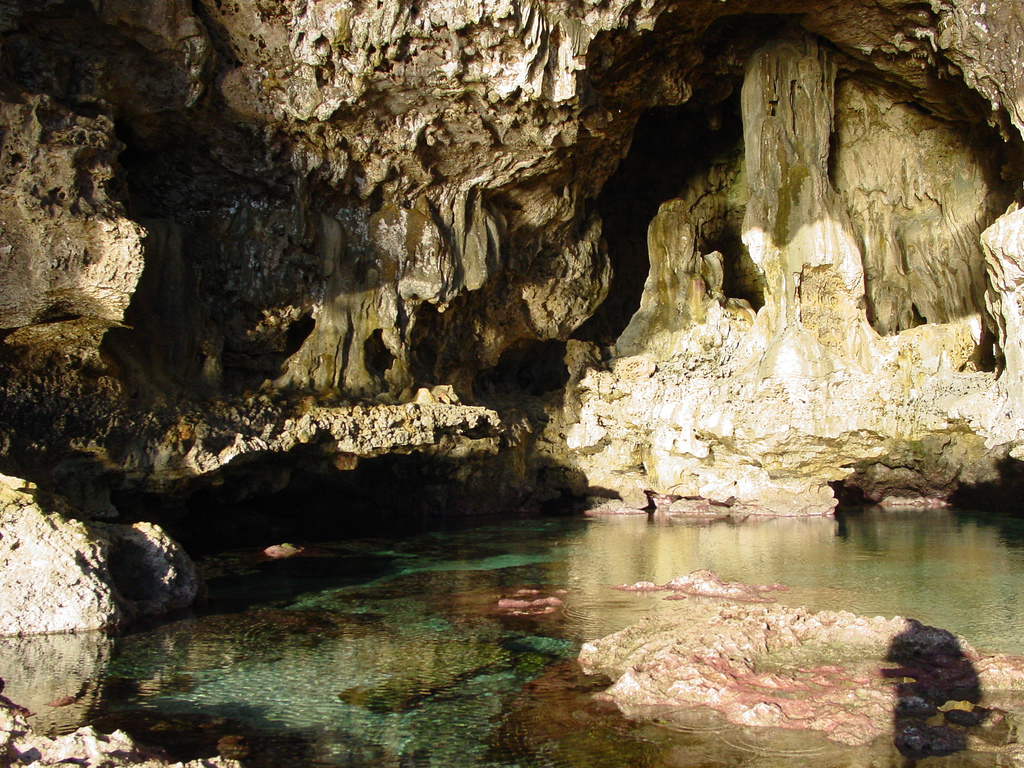
Höhleneingang

Die Avaiki-Höhle ist eine Höhle im Westen der Pazifikinsel Niue. Sie liegt in der Nähe der Ortschaften Makefu und Tuapa, 6 km nördlich der Hauptstadt Alofi.
Die Grotte zeichnet sich durch Wasser in verschiedenen Azurtönen aus und wird touristisch genutzt. Nach dem Abstieg durch eine etwa 200 m lange Schlucht erreicht man eine mit dem Meer verbundene Karsthöhle mit einem vorgelagerten großen Wasserbecken. Dieses Becken war früher dem König von Niue vorbehalten. Heute kann außer Sonntags und während der Laichzeit des Fisches kaloama  in dem Pool gebadet werden.
In der Nähe befindet sich die Palaha Cave. Im Vergleich zur Avaiki-Höhle gibt es hier mehr Stalagmiten und Stalaktiten.
Der Name der Höhle leitet sich von der mythischen Insel Avaiki (Hawaiki) ab, auf der die Völker Polynesiens ihren Ursprung sehen. Bei der Grotte sollen die ersten Menschen die Insel erreicht haben.